# Liste der Bahnhöfe im Kreis Kleve
Diese Liste zählt alle Bahnhöfe und Haltepunkte im Kreis Kleve auf, welche 2014 Personenverkehr haben. Stillgelegte oder geplante Bahnstationen werden hier nicht aufgeführt.
| Bahnhof/ Haltepunkt  | IBNR    | Betriebs- stelle | Stadt             | DB- Kat. | Aufgaben- träger | Strecke                       | Bemerkung (Stand 2014)   | Bild |
| -------------------- | ------- | ---------------- | ----------------- | -------- | ---------------- | ----------------------------- | ------------------------ | ---- |
| Aldekerk             | 8000477 | KALK             | Kerken            | 5        | VRR AöR          | Linksniederrheinische Strecke | Station des RE10         |      |
| Bedburg-Hau          | 8000842 | KBH              | Bedburg-Hau       | 5        | VRR AöR          | Linksniederrheinische Strecke | Station des RE10         |      |
| Emmerich             | 8001773 | EEM              | Emmerich am Rhein | 4        | VRR AöR          | Oberhausen–Arnheim            | Station des RE19 und RE5 |      |
| Emmerich-Elten       | 8001776 | EEME             | Emmerich am Rhein | 6        | VRR AöR          | Oberhausen–Arnheim            | Station des RE19         |      |
| Empel-Rees           | 8001780 | EEMP             | Rees              | 4        | VRR AöR          | Oberhausen–Arnheim            | Station des RE19         |      |
| Geldern              | 8002222 | KGE              | Geldern           | 5        | VRR AöR          | Linksniederrheinische Strecke | Station des RE10         |      |
| Goch                 | 8002296 | KGO              | Goch              | 5        | VRR AöR          | Linksniederrheinische Strecke | Station des RE10         |      |
| Haldern              | 8002536 | EHAD             | Rees              | 5        | VRR AöR          | Oberhausen–Arnheim            | Station des RE19         |      |
| Kevelaer             | 8003247 | KKEV             | Kevelaer          | 5        | VRR AöR          | Linksniederrheinische Strecke | Station des RE10         |      |
| Kleve                | 8000205 | KKL              | Kleve             | 5        | VRR AöR          | Linksniederrheinische Strecke | Station des RE10         |      |
| Millingen (bei Rees) | 8004024 | EMIL             | Rees              | 6        | VRR AöR          | Oberhausen–Arnheim            | Station des RE19         |      |
| Nieukerk             | 8004433 | KNIK             | Kerken            | 5        | VRR AöR          | Linksniederrheinische Strecke | Station des RE10         |      |
| Praest               | 8002536 | EHAD             | Emmerich am Rhein | 6        | VRR AöR          | Oberhausen–Arnheim            | Station des RE19         |      |
| Weeze                | 8006240 | KWEE             | Weeze             | 5        | VRR AöR          | Linksniederrheinische Strecke | Station des RE10         |      |